# Distretto di Qarghayi
Il distretto di Qarghayi è un distretto dell'Afghanistan appartenente alla provincia del Laghman. Viene stimata una popolazione di 100.084 abitanti.